# City of Bradford
City of Bradford is een district  met de officiële titel van city, in het stedelijk graafschap (metropolitan county) West Yorkshire en telt 534.800 inwoners. De oppervlakte bedraagt 366 km². Hoofdplaats is Bradford.
Van de bevolking is 14,5% ouder dan 65 jaar. De werkloosheid bedraagt 4,4% van de beroepsbevolking (cijfers volkstelling 2001).

## Plaatsen in district City of Bradford
- Bingley
- Bradford
- Shipley

## Civil parishesin district Bradford
Addingham, Baildon, Burley, Clayton, Cullingworth, Denholme, Harden, Haworth, Cross Roads and Stanbury, Ilkley, Keighley, Menston, Oxenhope, Sandy Lane, Silsden, Steeton with Eastburn, Trident, Wilsden, Wrose.